# Verneuil (Cher)
Verneuil é uma comuna francesa na região administrativa do Centro, no departamento de Cher. Estende-se por uma área de 11,04 km². Em 2010 a comuna tinha 35 habitantes (densidade: 3,2 hab./km²).